# Ків'як
Ків'як — це традиційна зимова їжа інуїтів із Гренландії, яка готується з люриків (Alle alle), різновиду морських птахів, ферментованих у шкурі тюленя.
Виготовлення ків'яку традиційно було зусиллям громади в культурі інугуїтів. До 500 цілих гагарок упаковано в шкіру тюленя, включаючи дзьоби та пір'я. З тюленячої шкіри видаляється якомога більше повітря, перш ніж її зашиють і запечатають тюленячим жиром, який відлякує мух. Потім його ховають у купі каміння, а зверху кладуть великий камінь, щоб повітря не проникало. Упродовж трьох місяців птахи бродять, а потім їх їдять упродовж арктичної зими, особливо на днях народження та весіллях.
Цей процес був показаний у третьому епізоді програми BBC Human Planet у 2011 році.
Смерть полярного дослідника Кнуда Расмуссена пояснюють харчовим отруєнням ків'яком. У серпні 2013 року кілька людей померли в Сіорапалюку від того, що вони вживали ків'як, виготовлений не з люрика, а з ґаґи. Ґаґа бродить не так добре, як люрик, і ті, хто її[кого?] їв, заразилися ботулізмом.